# Arena Demircian
Il complesso sportivo e dei concerti Karen Demircian (in armeno Կարեն Դեմիրճյանի անվան Մարզահամերգային Համալիր?), anche noto come Arena Demircian o semplicemente Hamalir, è un grande complesso sportivo e per concerti situato ad Erevan.

## Caratteristiche

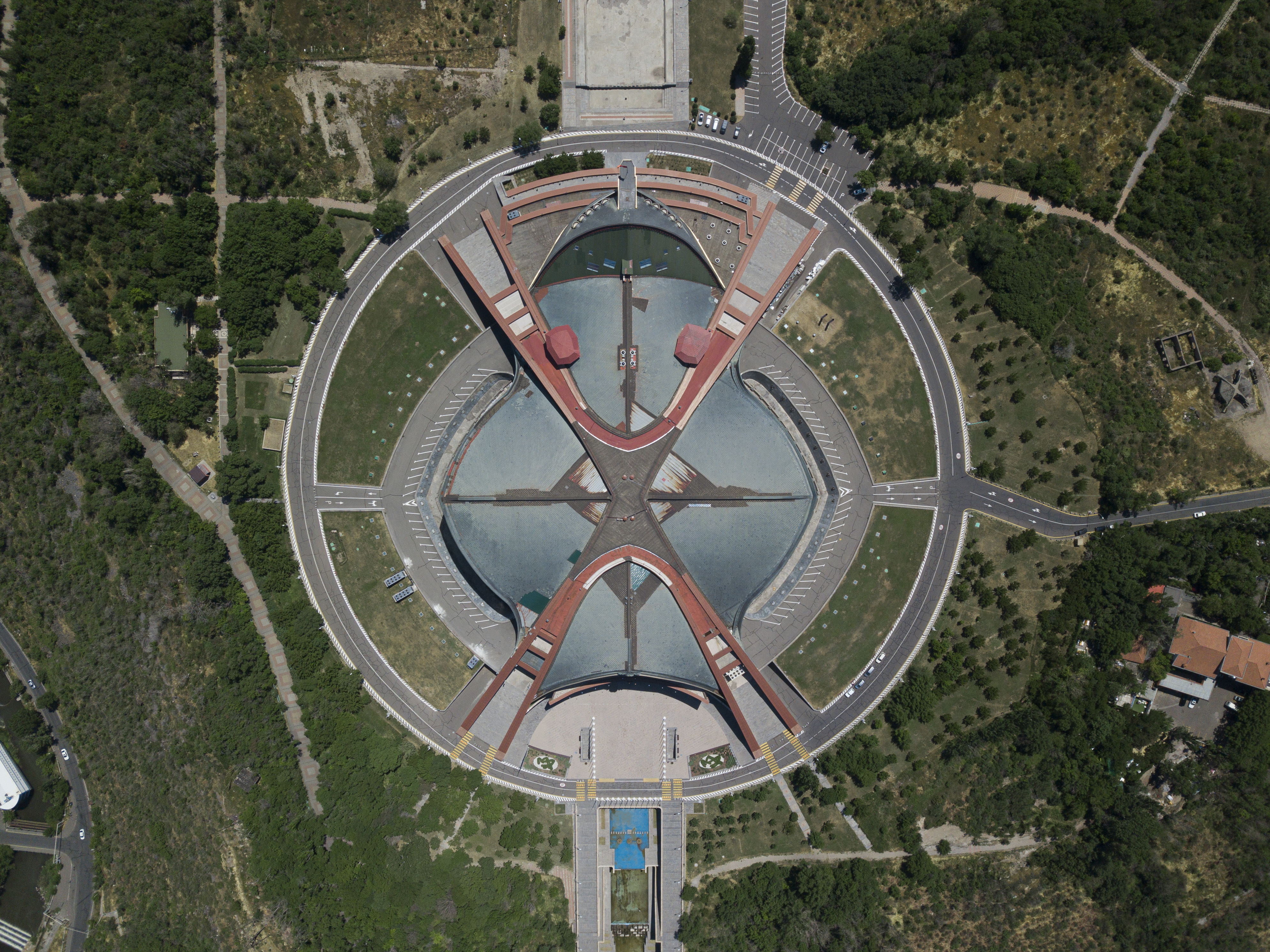
Veduta aerea dall'alto del complesso nel maggio 2019

Il complesso è situato sulla collina di Tsitsernakaberd, vicino al fiume Hrazdan nella parte occidentale di Erevan, a pochi metri dal monumento dedicato alle vittime del genocidio armeno.
La struttura evoca la forma di un uccello che spiega le ali. Pensato come luogo polivalente al coperto, è composto da un grande padiglione con una capienza minima di 6 000 posti, una sala concerti (1 900 posti) e un padiglione sportivo (2 000 posti). Il padiglione più grande ha una tribuna girevole, collegata ai padiglioni più piccoli, che consente di aumentare la capienza massima a 8 000 spettatori. L'attuale gestore del complesso è il governo dell'Armenia.

## Storia
La struttura venne inaugurata il 31 ottobre 1983, ai tempi della Repubblica Socialista Sovietica Armena, con lo scopo di ospitare eventi di massa a Erevan. Nel 1985 subì un grave incendio che lo costrinse alla chiusura per due anni, fino a quando poté riaprire i battenti alla fine del 1987. L'intero processo è stato eseguito da un gruppo di architetti armeni: A. Tarkhanian, S. Khachikyan, G. Pogosyan e G. Mushegyan. La sua costruzione fu supervisionata dagli ingegneri: I. Tsaturian, A. Azizian e M. Aharonian.
Dopo l'indipendenza dell'Armenia, il complesso rimase per un certo periodo nelle mani dello Stato. Dopo l'uccisione nel 1999 di Karen Demirchián, leader della SSR, nell'attacco terroristico al parlamento armeno, durante l'inaugurazione è stato ribattezzato "Complesso Karen Demirchian". Tra gli eventi più importanti che ha ospitato ci sono concerti di gruppi musicali internazionali, le Olimpiadi degli scacchi del 1996, i campionati mondiali di Wushu del 2001, lo Junior Eurovision Song Contest 2011 e lo Junior Eurovision Song Contest 2022. Nel 2023 ha ospitato i campionati europei di sollevamento pesi, e nel 2027 ospiterà i campionati mondiali.

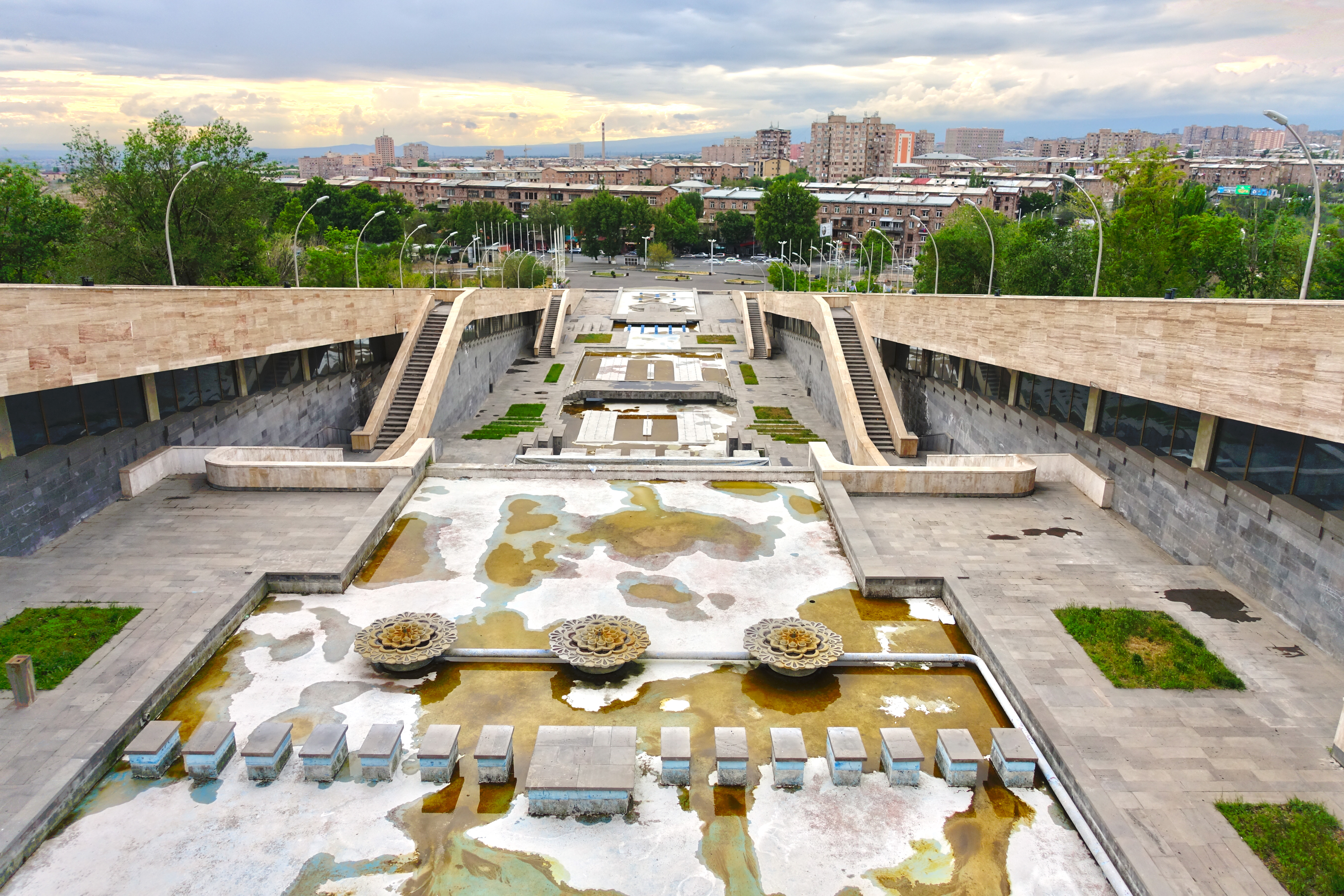
Le scale che portano al Complesso Karen Demirchyan (2018)

Il governo armeno ha privatizzato la gestione nel 2005 a un gruppo russo, BAMO Holding, per 5,7 milioni di dollari. I nuovi proprietari hanno effettuato un ampio restauro, per un costo totale di 42 milioni di dollari, durato tre anni e mantenendo l'uso polivalente della struttura. L'apertura del complesso ristrutturato è avvenuta il 31 ottobre 2008. Il gruppo russo è rimasto al comando fino a quando nel 2014 ha finito per perdere il controllo a causa del mancato pagamento dei debiti e il governo ha ceduto temporaneamente la struttura al Ministero della Difesa.
Nel 2015 lo stato ha raggiunto un accordo con il gruppo nazionale NTAA Investment, questa volta per il costo di 30 milioni di dollari. Il progetto prevedeva la trasformazione dello spazio in un complesso familiare con hotel, sale da concerto, fiera, negozi e ristoranti. Tuttavia, il piano non è andato avanti a causa dell'insolvenza e la proprietà è tornata in mano pubblica.

## Struttura

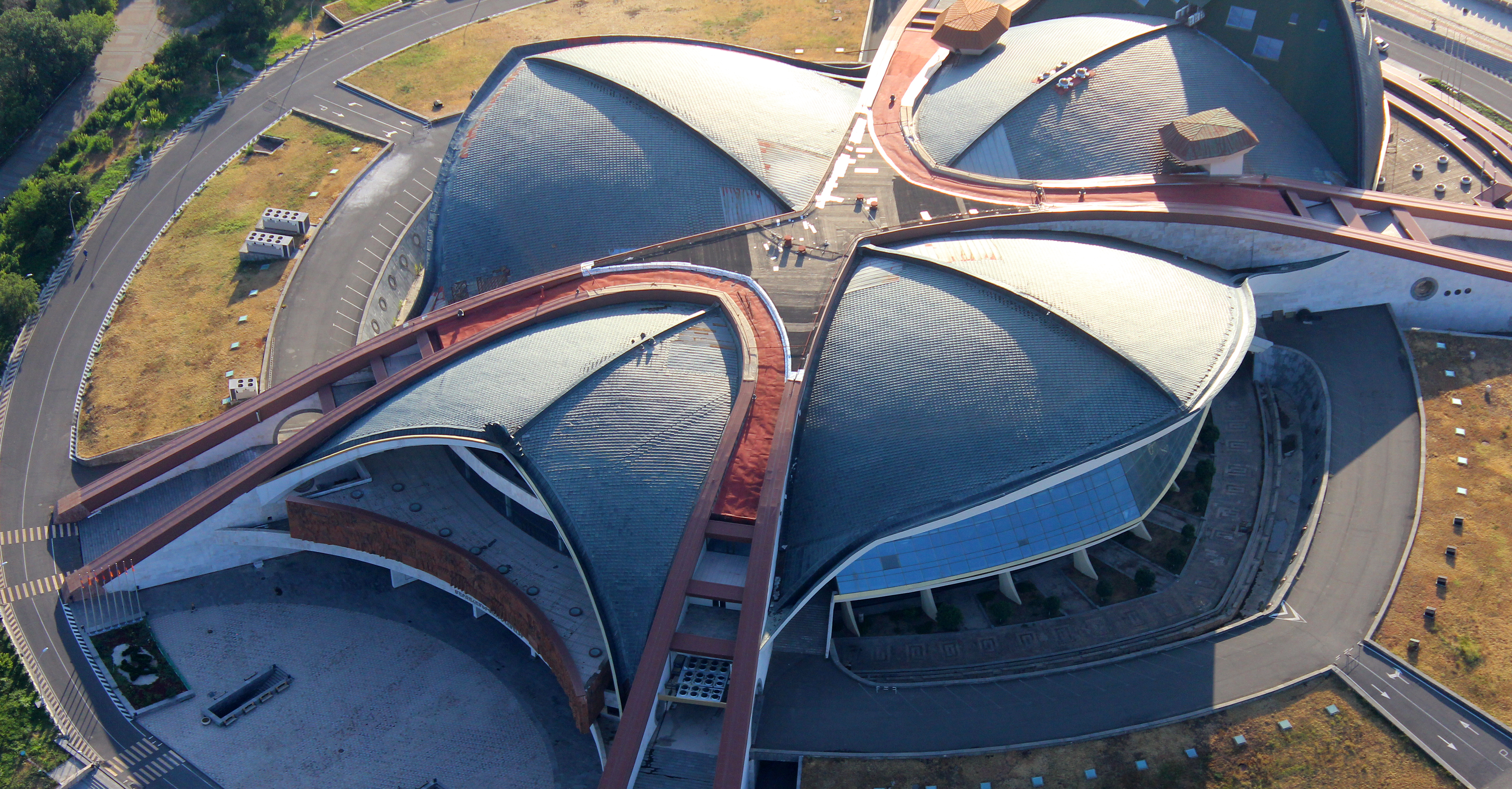
Il design del complesso con la visuale del volo d'uccello

Il complesso ha un design unico, una vista esterna dell'intera costruzione ricorda la forma di un grande uccello che apre le ali. I suoi concetti architettonici includono una tribuna girevole di 1.008 posti, che può collegare rapidamente le due grandi sale per rivelare ulteriori posti a sedere, un concetto per il quale gli architetti progettisti hanno ricevuto il Premio di Stato dell'Unione Sovietica, il più alto del suo genere, nel 1987.
Il complesso è composto dalle seguenti sale:
- L'arena principale adibita a manifestazioni sportive e concerti con una capienza di 6 000 posti, ampliabile fino a 8 800 posti.
- La sala concerti con una capienza di 1 900 posti.
- Il palazzetto dello sport con una capienza di 2 000 posti.
- Sala conferenze Hayastan.
- Sala Argishti per incontri diplomatici,
- Ampio foyer utilizzato per mostre e altri eventi.

## Concerti
Dopo la sua ristrutturazione nel 2008, il palazzetto dello sport ha ospitato un concerto di uno dei cantanti armeni più famosi della diaspora armena, Harout Pamboukjian, mentre la sala concerti ha ospitato il concerto celebrativo dell'80º anniversario del musicista e compositore armeno di fama mondiale J̌ivan Gasparyan con canzoni e opere teatrali eseguite da Flora Martirosian, Peter Gabriel, Pedro Eustache, Alan Parsons Project, Boris Grebenščikov e altri. Il complesso ha anche ospitato numerosi concerti eseguiti da Paul Baghdadlian, André, Hayko, Arman Hovhannisyan e altri cantanti armeni. In seguito si esibirono, tra gli altri, Garou, i Jethro Tull, gli Uriah Heep, George Benson, i Deep Purple, Joe Cocker e Charles Aznavour.